# Linecké těsto

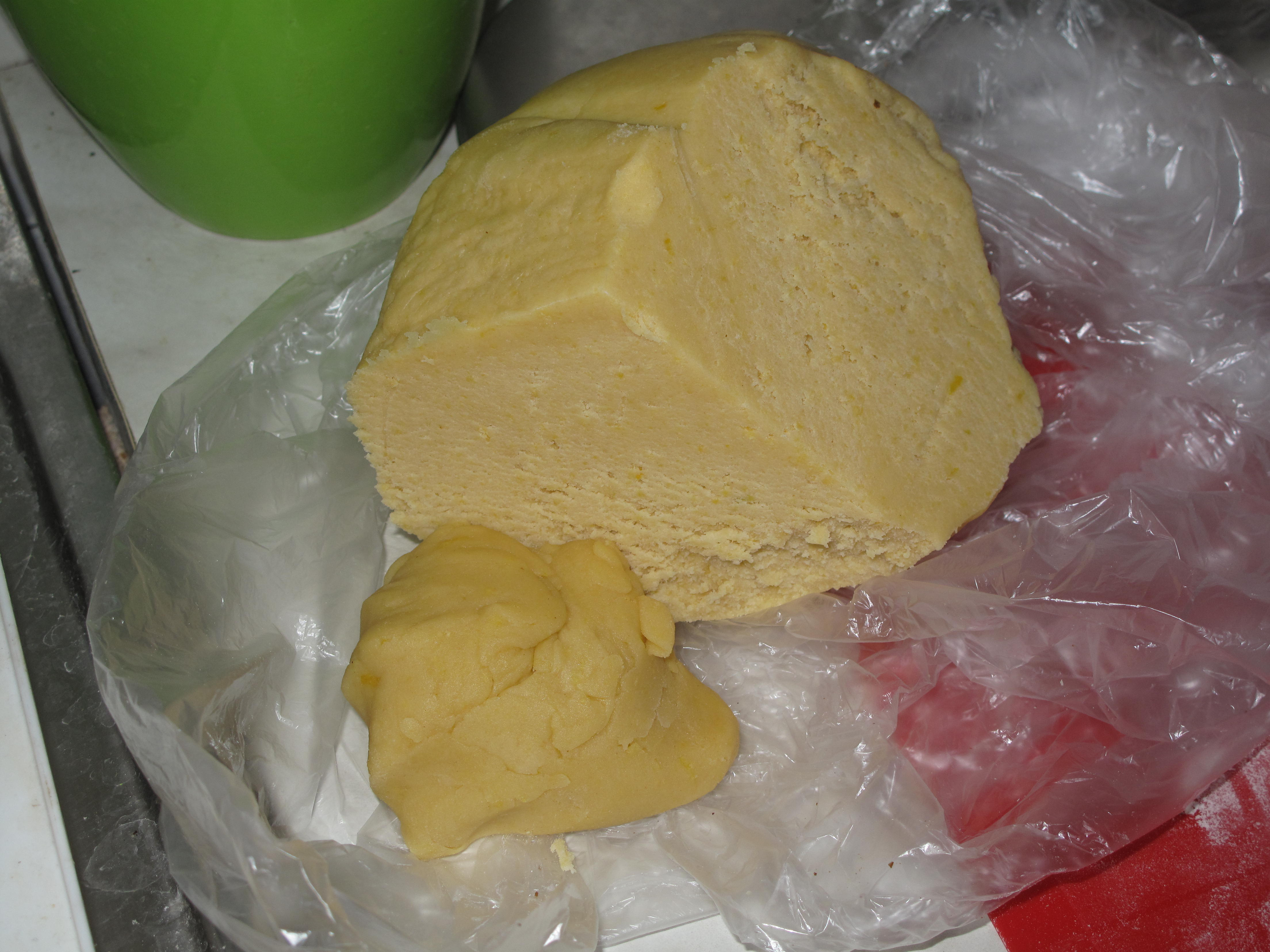
Linecké těsto

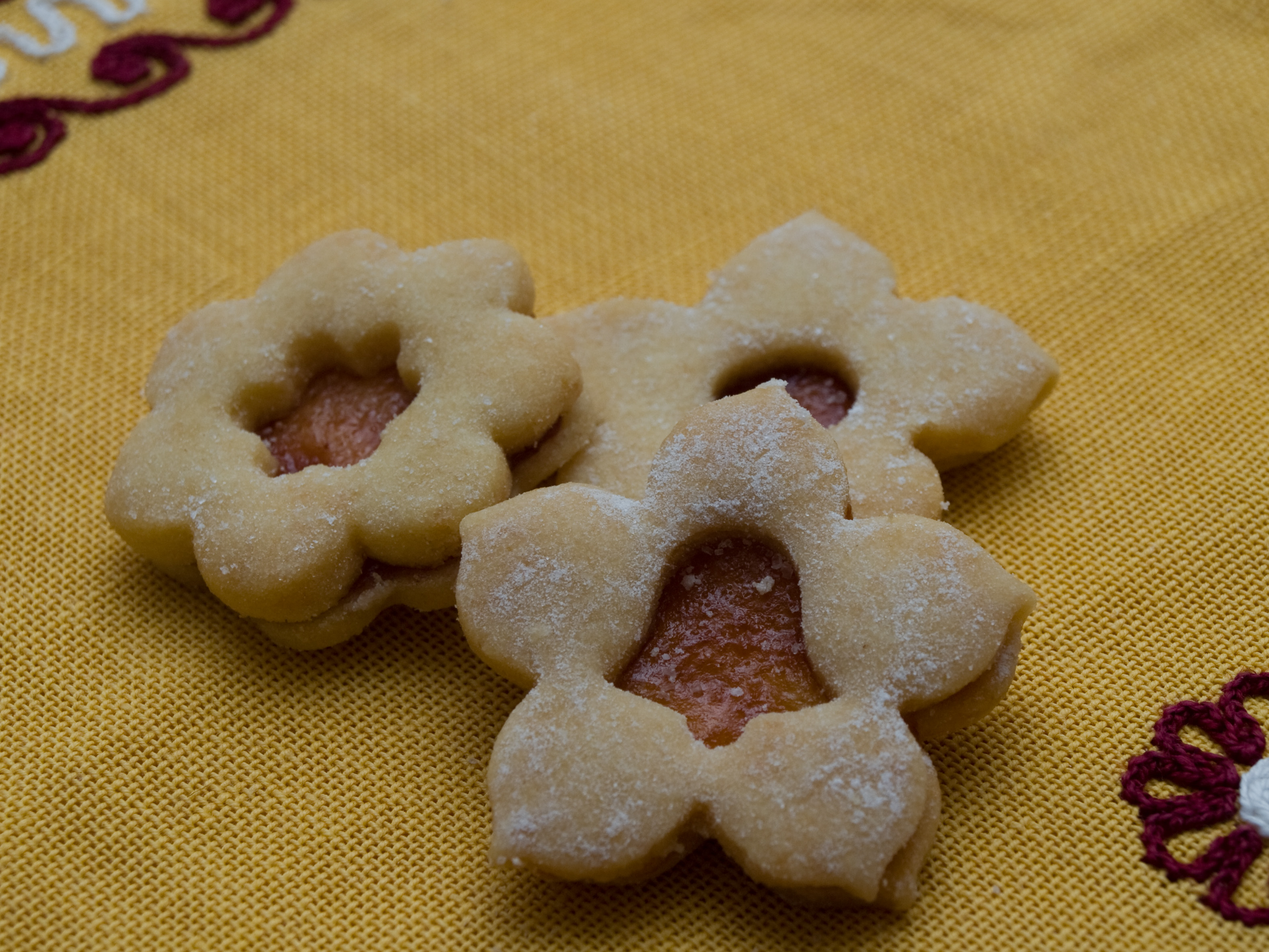
Ukázka cukroví z lineckého těsta

Linecké těsto je těsto žluté barvy, které se používá pro přípravu lineckého cukroví, typického vánočního cukroví. Pro přípravu těsta se používá máslo, vaječný žloutek, moučkový cukr, vanilkový cukr, hladká mouka a někdy citronová šťáva pro dochucení. Zcela základní je poměrový recept 3 díly mouky, 2 díly másla a 1 díl cukru. Linecké těsto se používá i mimo období Vánoc pro výrobu zákusků, zejména lineckých koláčů. Často se takové zákusky slepují marmeládou nebo polévají čokoládou.